# 意向性
意向性（英語：Intentionality）是心灵代表或呈现事物、属性或状态的能力。简单的说，很多心理活动是关于外部世界的，意向性就是这里的“关于”。最初，“意向性”一词来自经院哲学。十九世纪哲学家、心理学家弗朗茲·布倫塔諾在他的《经验主义视角下的心理学》（德语：Psychologie vom Empirischen Standpunkte，英语：Psychology From an Empirical Standpoint）一书中将其引入了当代哲学。布伦塔诺将其定义为“心理现象”（psychical phenomena）的特征之一，由此和“物理现象”区分开。他使用了诸如“同内容的联系性”，“对物体的指向”或“内在的客观性”等表达方式。